# La Merced (Colombia)
La Merced è un comune della Colombia facente parte del dipartimento di Caldas.
Il centro abitato venne fondato da José María Ocampo, Buenaventura Escobar, Valentín Sánchez, José Salazar, Ciriaco García e José Domingo Flórez nel 1911, mentre l'istituzione del comune è del 19 luglio 1973.